# Echinocythereis garretti
Echinocythereis garretti är en kräftdjursart. Echinocythereis garretti ingår i släktet Echinocythereis och familjen Trachyleberididae. Inga underarter finns listade i Catalogue of Life.